# Garin Nugroho
Garin Nugroho Riyanto, noto come Garin Nugroho (Giacarta, 6 giugno 1961), è un regista indonesiano.

## Biografia
Dopo aver studiato Arte nella natale Giacarta, si è laureato in diritto della politica presso l'Università dell'Indonesia nel 1991. Nel 1991 ha anche fatto il suo debutto come regista con il film Cinta dalam Sepotong Roti (trad. L'amore in una fetta di pane). Nel 1994 e nel 1998 (Premio Speciale) ha vinto il Tokyo International Film Festival. Nel 1996 si è aggiudicato il Premio FIPRESCI al Festival di Berlino, dove ha ricevuto una menzione speciale nuovamente nel 2003. Nel 2005-2006 ha fatto un film sulla cultura giavanese. In seguito ha lavorato su un progetto in occasione del 250º anniversario dalla nascita di Mozart: l'opera risultante è stata prodotta da Simon Fields. Nel 2012 ha vinto l'Asia Pacific Screen Awards nella categoria "miglior film per bambini".
Nel 2016 è presente nella sezione Onde del 34° Torino Film Festival con il film Nyai - A Woman from Java.

## Filmografia

### Regista
- Air dan romi (1991)
- Cinta dalam sepotong roti (1992)
- Surat untuk bidadari (1994)
- Bulan tertusuk ilalang (1995)
- Foglia su un cuscino (Daun di atas bantal) (1998)
- Aku ingin menciummu sekali saja (2002)
- Rindu kami padamu (2004)
- Opera Jawa (2006)
- Dibawah pohon (2008)
- Mata tertutup (2012)
- Soegija (2012)
- Nyai - A Woman from Java (2016)

### Autore di soggetti
- Marlina, omicida in quattro atti (Marlina si Pembunuh dalam Empat Babak), regia di Mouly Surya (2017)